# Società di gestione del risparmio
Le società di gestione del risparmio (SGR), in Italia, sono degli istituti di intermediazione finanziaria. L'associazione di categoria delle SGR è Assogestioni, con sede a Milano.

## Storia
L'introduzione delle SGR avvenne nel 1998, in recepimento della Direttiva europea 85/611/CEE. Istituti analoghi, caratterizzati dalla possibilità di istituire e gestire fondi comuni di investimento collettivo, sono dunque presenti in tutti gli Stati membri dell'Unione europea. Le società aventi sede in altri stati comunitari equivalenti alle SGR, sono indicate in Italia come società di gestione armonizzate (SGA).
Al 31 marzo 2011 in Italia operavano 300 SGR, e molte di esse appartengono ad un gruppo bancario.

## Caratteristiche
Svolgono in via esclusiva l'attività di promozione e di gestione di fondi comuni di investimento, i quali appartengono alla categoria degli organismi di investimento collettivo del risparmio (OICR). Le SGR possono anche essere autorizzate a svolgere la gestione individuale di portafogli di investimento ed il servizio di consulenza.
Le SGR si classificano sulla base delle funzioni che ne qualificano l'essenza, potendo distinguere tra "società promotrice" e "gestore" (art. 1, lett. q, d. lgs. 58 del 1998), sulla base di un modello legale predisposto dalla normativa secondaria che appare in grado di contemplare le diverse esigenze di promozione e gestione (cfr. Lemma, 2010).

## Requisiti
Per prestare l'attività di gestione collettiva del risparmio, la SGR deve ottenere un'apposita autorizzazione rilasciata dalla Banca d'Italia, sentita la Consob. Affinché tale autorizzazione sia concessa, devono essere soddisfatte le seguenti condizioni:
- adozione della forma di società per azioni;
- sede legale e direzione generale situate nel territorio della Repubblica Italiana;
- capitale versato di ammontare non inferiore a quello determinato dalla Banca d'Italia (attualmente pari ad 1 milione di euro);
- gli esponenti aziendali posseggono i requisiti previsti dal TUF;
- la struttura del gruppo di cui la SGR fa parte non deve pregiudicare l'esercizio della vigilanza su di essa;
- vengono presentati, insieme allo statuto e all'atto costitutivo, un programma concernente l'attività iniziale e una relazione sulla struttura organizzativa;
- la denominazione sociale contiene le parole "società di gestione del risparmio".

La Banca d'Italia deve negare l'autorizzazione qualora non risulti assicurata la sana e prudente gestione.